# Tonči Gabrić
Tonči Gabrić (Split, Yugoslavia 11 de noviembre de 1961 -Split, Croacia; 28 de octubre de 2024) fue un futbolista croata que jugaba en la posición de portero y fue internacional para Croacia.
Debutó en los equipos yugoslavos NK Čelik Zenica y NK Rijeka . Después de la disolución de Yugoslavia, jugó durante dos años en Grecia con el PAOK Salónica FC (1991-1993), y en Croacia con NK Pazinka (1993-1994), y el HNK Hajduk Split (1994-1999).

## Selección nacional
Llegó a formar parte de la selección de fútbol de Croacia aunque en la mayoría de las veces como suplente entre 1990 y 1997, convocado en  un total de nueve partidos internacionales y formó parte de la Eurocopa 1996.

## Vida personal
Su hijo, Drago Gabrić (nacido en 1986) también es futbolista que juega de centrocampista con el NK Rijeka.

## Logros
- Croatian Republic League – South: 1983–84
- Croatian First League: 1994–95
- Croatian Cup: 1994–95
- Croatian Super Cup: 1994